# Tetramesa laothoe
Tetramesa laothoe är en stekelart som först beskrevs av Walker 1843.  Tetramesa laothoe ingår i släktet Tetramesa och familjen kragglanssteklar. Inga underarter finns listade i Catalogue of Life.